# Кускатансинго
Кускатансинго (исп. Cuscatancingo) — город и муниципалитет в центральной части Сальвадора, на территории департамента Сан-Сальвадор.

## Географическое положение
Расположен в центральной части департамента, в 4 км от столицы страны, города Сан-Сальвадор. Абсолютная высота — 603 метра над уровнем моря. Муниципалитет имеет площадь 5,40 км², а его население по данным на 2007 год насчитывало 66 400 человек.

## Население
По данным на 2013 год численность населения города составляет 57 639 человек.
Динамика численности населения города по годам:
| 1992   | 2013   |
| ------ | ------ |
| 35 139 | 57 639 |